# Соккер Боул
Соккер Боул (англ. Soccer Bowl) — фінальний матч за звання чемпіона Північноамериканської футбольної ліги (NASL), що проводився з 1975 по 1983 рік. У 2011 році відновлений новою Північноамериканською футбольною лігою.

## Історія
Був створений комісаром ліги, Філом Вуснемом, за аналогією з Супербоулом, фінальною грою з американського футболу за звання чемпіона Національної футбольної ліги. Проводився на нейтральному полі.
До 1975 року ліга використала інші формати матчів за звання чемпіона. В 1968 і 1970 роках розігрувалися по два фінальних матчі. У 1971 і 1984 роках серія фінальних матчів розігрувалася до трьох перемог. У 1969 році не було серії плей-оф, переможець регулярного сезону був названий чемпіоном.
З утворенням нової Північноамериканської футбольної ліги в 2009 році, яка розпочала розіграші в 2011 році, назва «Соккер Боул» стала використовуватись як назва фінального матчу плей-оф цього турніру.

## Результати ігор
| Гра             | Дата            | Место             | Переможець               | Рахунок   | Фіналіст                   | Відвідуваність |
| --------------- | --------------- | ----------------- | ------------------------ | --------- | -------------------------- | -------------- |
| Соккер Боул '75 | 24 серпня 1975  | Спартан Стедіум   | «Тампа-Бей Раудіс»       | 2:0       | «Портленд Тімберз»         | 17 483         |
| Соккер Боул '76 | 28 серпня 1976  | Кінгдоум          | «Торонто Метрос-Кроейша» | 3:0       | «Міннесота Кікс»           | 25 765         |
| Соккер Боул '77 | 28 серпня 1977  | Сівік Стедіум     | «Нью-Йорк Космос»        | 2:1       | «Сіетл Саундерз»           | 35 548         |
| Соккер Боул '78 | 27 серпня 1978  | Джаєнтс Стедіум   | «Нью-Йорк Космос»        | 3:1       | «Тампа-Бей Раудіс»         | 74 091         |
| Соккер Боул '79 | 8 вересня 1979  | Джаєнтс Стедіум   | «Ванкувер Вайткепс»      | 2:1       | «Тампа-Бей Раудіс»         | 50 699         |
| Соккер Боул '80 | 21 вересня 1980 | РФК Стедіум       | «Нью-Йорк Космос»        | 3:0       | «Форт-Лодердейл Страйкерс» | 50 768         |
| Соккер Боул '81 | 26 вересня 1981 | Ексібішн Стедіум  | «Чикаго Стінг»           | 0:0 (2-1) | «Нью-Йорк Космос»          | 36 971         |
| Соккер Боул '82 | 18 вересня 1982 | Сан-Дієго Стедіум | «Нью-Йорк Космос»        | 1:0       | «Сіетл Саундерз»           | 22 634         |
| Соккер Боул '83 | 1 жовтня 1983   | Бі-Сі Плейс       | «Талса Рафнекс»          | 2:0       | «Торонто Бліззард»         | 53 326         |